# Тотау

Тотау (тайск. เต่า, тау - «черепаха») — то, 21-я буква тайского алфавита, обозначает глухой альвеолярный взрывной согласный. Как инициаль относится к группе аксонклан ( средний класс ). Как финаль  относится к матре мекот ( финаль «Т» ). В тайской раскладке тотау соответствует клавише 9 (девять). В лаосском алфавите соответствует букве тота (глаз).

## Ваййакон (грамматика)
- ตัว ( туа ) — лаксананам для животных, насекомых, рыб, столов, стульев и др.
- ต้น ( тон ) — лаксананам, счётное слово для деревьев, растений и пр.